# Johan Storm Munch
Johan Storm Munch (født 31. august 1778 i Våge præstegård, død 26. januar 1832 i Kristiansand) var en norsk forfatter og gejstlig. Han var fætter til Jacob Munch og farbror til Peter Andreas Munch.
Som feltpræst fulgte han prins Christian August under felttoget 1808, blev 1813 sognepræst til Sande i Jarlsberg og 1817 slotspræst på Akershus, 1823 biskop i Kristiansand.
I Fjeldblomster (1813) samledes de bedste af hans digte. Han udgav 1816—20 fjerdingårsskriftet Saga, i hvis 3 bind han offentliggjorde en del sagaoversættelser samt de i norsk sproghistorie mærkelige lister over ord i folkesproget sammenstillede med de tilsvarende i oldsproget.
Det 1825 offentliggjorde skuespil Præsten i Hallingdal eller Hævnen røber forfatterens bristende evne til at træde i de af ham til dels oversatte mestres (Racines og Schillers) fodspor.